# Law & Order: Criminal Intent (seizoen 7)
Dit artikel vat het zevende seizoen van Law & Order: Criminal Intent samen.

## Hoofdrollen
- Vincent D'Onofrio - rechercheur Robert Goren
- Chris Noth - rechercheur Mike Logan
- Kathryn Erbe - rechercheur Alexandra Eames
- Julianne Nicholson - rechercheur Megan Wheeler
- Eric Bogosian - hoofd recherche Danny Ross

## Terugkerende rollen
- Leslie Hendrix - dr. Elizabeth Rodgers
- Alicia Witt - rechercheur Nola Falacci
- Seth Gilliam - rechercheur Daniels
- Mike Pniewski - hoofd recherche Kenneth Moran
- Tony Goldwyn - Frank Goren

## Afleveringen
| Nr. | Aflevering | Titel                                                                                 | Regisseur          | Schrijver(s)                                  | Selectie gastrollen | Uitzenddatum     |  |
| --- | ---------- | ------------------------------------------------------------------------------------- | ------------------ | --------------------------------------------- | --- | ---------------- |  |
| 134 | 1          | Amends                                                                                | Jesús S. Treviño   | Warren Leight Siobhan Byrne O'Connor          | Holt McCallany - rechercheur Patrick Copa Felix Solis - Ray Delgado Gio Perez - Victor Delgado Emilio Delgado - Rodolfo Delgado Florencia Lozano - Theresa Quinn Gerald McCullouch - Kevin Quinn                                       | 4 oktober 2007   |  |
| Wanneer een undercoveragent in zijn auto wordt doodgeschoten, gaan Goren en Eames op onderzoek uit. Eames ontdekt dat het slachtoffer de partner van haar man was toen deze tien jaar geleden vermoord werd. Als eerste ondervragen zij de partner van het slachtoffer. Deze vermoedt dat de moord verband houdt met een bende. Hij beweert dat hij de dader in een osloconfrontatie kan herkennen, en wanneer de politie een verdachte oppakt, gebeurt dit ook. Goren ontdekt echter dat de partner lijdt aan maculadegeneratie en dit kan de zaak ernstig schaden. De zaak neemt een onverwachte wending wanneer in een park een drugsdealer doodgeschoten wordt; Eames herkent hem als de man die tegen de moordenaar van haar man heeft getuigd. Het wordt nu duidelijk dat zij meer persoonlijk betrokken is bij deze zaak dan dat zij eerst vermoed had. |            |                                                                                       |                    |                                               | |                  |  |
| 135 | 2          | Seeds                                                                                 | Jean de Segonzac   | Warren Leight Peter Blauner                   | Michael O'Keefe - dr. Eli Rush Kate Hodge - Paula Rush August Emerson - Jason Rush Steven Cambria - Zach Rush Devon Gummersall - Tom Pittino Cameron Bowen - Ralph Pittino Dan Ziskie - John Lucas                                     | 11 oktober 2007  |  |
| Wanneer een verloskundige vermoord wordt gevonden in zijn praktijk gaan Logan en zijn tijdelijke nieuwe partner Falacci op onderzoek uit. Zij ontdekken dat het slachtoffer samen met zijn broer, ook een verloskundige, de praktijk runde. Hij overtuigd de rechercheurs dat zij de dader moeten zoeken in een pro-life beweging, hierdoor ondervragen zij een boze patiënt die beweert dat het slachtoffer een abortus heeft uitgevoerd op zijn vrouw. Maar als zij de plek van de misdaad verder onderzoeken komen zij uit op een ander scenario. Verder onderzoek wijst uit dat de familieleden van het slachtoffer meer te maken hebben met de moord dan zij toe willen geven. De lijst van verdachten bestaat nu onder andere met de zoon van het slachtoffer, zijn broer en een neefje waarvan hij het bestaan nooit heeft geweten. Het onderzoek neemt een onverwachte wending als het DNA bewijs van de moord bekend wordt. |            |                                                                                       |                    |                                               | |                  |  |
| 136 | 3          | Smile                                                                                 | Michael Smith      | Warren Leight Charlie Rubin                   | Amy Acker - Leslie LeZard Jim Gaffigan - Marty Palin Frank John Hughes - Bing Schorr Jason Kravits - Jim Kettle Mary Bacon - Elena Kettle Holley Fain - Stacey                                                                         | 18 oktober 2007  |  |
| Wanneer een tandarts in zijn praktijk vermoord wordt gevonden gaan Goren en Eames op onderzoek uit. Het blijkt dat de moord te maken heeft met de dood van een jonge patiënt van de tandarts. Als zij beide moorden onderzoeken volgen zij een spoor van vervalste mondwater naar de FDA. De vrouw van de tandarts vermoed dat de lokale bevolking meer weet van de moord, echter de rechercheurs ontdekken dat de tandarts geliefd was bij hen. Dan ontmoeten zij een man die blijkbaar een goede getuige is van wie de praktijk van de tandarts betraden in de nacht van de moord. Het blijkt dat hij een vrouw de praktijk in zag gaan en daarna twee tieners de praktijk zag verlaten. Als blijkt dat de twee tieners de creditcard van de tandarts gebruiken worden zij ineens de hoofdverdachten van de moord. Dan geeft de moeder van een van de tieners een motief voor de moord, hij bleek een pedofiel te zijn. |            |                                                                                       |                    |                                               | |                  |  |
| 137 | 4          | Lonelyville                                                                           | Constantine Makris | Warren Leight Julie Martin Jacquelyn Reingold | Lola Glaudini - Leanne Baker Amanda Detmer - Tammy Mills Josh Pais - Noah Brezner Thomas Sadoski - Patrick Cardell Jennifer Missoni - Anya Pugach Zuzanna Szadkowski - Olga                                                            | 25 oktober 2007  |  |
| Wanneer een vrouw in een motelkamer vermoord wordt gevonden gaan Logan en Falacci op onderzoek uit. Het slachtoffer is vastgebonden met speciale knopen en dit leidt de rechercheurs naar een eenzame auteur die onderzoek deed naar vrijgezellen, en een corrupte lesbische advocate. |            |                                                                                       |                    |                                               | |                  |  |
| 138 | 5          | Depths                                                                                | Norberto Barba     | Warren Leight Julie Martin Diana Son          | Frederick Weller - Simon Harper II Almeria Campbell - Tricia Harper Michael Cerveris - Greg Stipe Kelli Giddish - Dana Stipe Eric Sheffer Stevens - Tom 'Chilly' Chilton                                                               | 1 november 2007  |  |
| Wanneer het lichaam van een jonge Arabische duiker aanspoelt op het strand, gaan Goren en Eames op onderzoek uit. Hun eerste vermoeden gaan uit naar terrorisme, omdat een FBI-agent hen vertelt dat het slachtoffer een aanslag aan het plannen was. Dan ontdekt Goren dat het slachtoffer lid was van een duikteam dat jacht maakte op schatten in oude scheepswrakken. Dat maakt Dana, de vriendin van het slachtoffer, tot belangrijkste verdachte. Andere verdachten zijn een lokale drugsdealer, de ex-man van Dana, een schipeigenaar, de duikpartner van het slachtoffer en de voorzitter van een filantropische stichting die de expeditie organiseerde. |            |                                                                                       |                    |                                               | |                  |  |
| 139 | 6          | Courtship                                                                             | Jean de Segonzac   | Warren Leight Julie Martin                    | Steve Guttenberg - Clay Darren sr. Tommy Nelson - Clay Darren jr. Paula Devicq - Christine Mayfield John Ventimiglia - Ronald Hawk Bruce MacVittie - rechter Harvey Frye Helen Coxe - dr. Monica Frye                                  | 8 november 2007  |  |
| Wanneer de vrouw van een rechter wordt doodgeschoten in haar woning gaan Logan en Falacci op onderzoek uit. Het onderzoek legt een samenzwering bloot waarin een FBI agent, een ex-CIA agent, een actrice, een regisseur en de rechter mogelijk een rol in spelen. |            |                                                                                       |                    |                                               | |                  |  |
| 140 | 7          | Self-Made                                                                             | Ken Girotti        | Warren Leight Jerome Hairston                 | Peter Coyote - Lionel Shill Pablo Schreiber - TJ Hawkins Fisher Stevens - Gareth Sage Al Thompson - Dante 'D Tour' Heath Barbara Walsh - Ariana Cypher Victoria Dillard - Sharon Adams                                                 | 15 november 2007 |  |
| Wanneer een jonge schrijfster brutaal wordt vermoord gaan Goren en Eames op onderzoek uit. Op het eerste gezicht verdenken zij de vriend van het slachtoffer en bekende drugsdealer. Als zij hem eindelijk vinden is hij net zwaar mishandeld, na zijn arrestatie kan hij een waterdicht alibi overleggen en wordt zo niet meer verdacht. Nu richten de rechercheurs hun aandacht op de wereld van literatuur voor meer antwoorden. Zij vestigen hun aandacht op een bad-boy schrijver TJ Hawkins en zijn mentor Mr. Schill, beide van hetzelfde schrijfgenootschap als het slachtoffer. Na het ondervragen van de agent van het slachtoffer, worden zij door hem via een spoor van plagiaat, bedrog en manipulatie naar de oplossing van de zaak geleid. |            |                                                                                       |                    |                                               | |                  |  |
| 141 | 8          | Offense                                                                               | Tom DiCillo        | Julie Martin Kate Rorick                      | Andrew McCarthy - assistent-officier van justitie Gene Hoyle Cynthia Watros - Beth Hoyle Peri Gilpin - Grace Pardue Gil Deeble - Curtis Pardue Cortez Nance jr. - OM rechercheur Gates                                                 | 29 november 2007 |  |
| Een rechtszaak, over een verkrachting door een aantal footballspelers van een school, gaat de verkeerde kant op als de hoofdgetuige wordt vermoord en Logan en Falacci duiken in de zaak. De rechercheurs denken dat de spelers ook iets met de moord hebben te maken, maar na verder onderzoek van de moord en verkrachting komen zij tot de ontdekking dat het allemaal toch anders ligt. Hun aandacht gaat nu naar een ambitieuze assistent-officier van justitie en zijn vrouw, die een persoonlijke vendetta hebben om de zogenaamde verkrachters te berechten en hiervoor alles voor over hebben. |            |                                                                                       |                    |                                               | |                  |  |
| 142 | 9          | Untethered                                                                            | Ken Girotti        | Warren Leight Charlie Rubin Diana Son         | Trevor Morgan - Donny Carlson Debra Monk - bewaker Pellis David Wilson Barnes - Shep Anne L. Nathan - dr. Stern Curtiss Cook - Garvin                                                                                                  | 6 december 2007  |  |
| Frank Goren zoekt contact met Eames om haar proberen te overtuigen dat hij Robert, zijn broer, moet spreken. Robert, nog steeds boos op zijn broer door zijn acties tijdens het sterfbed van hun moeder, besluit toch om met hem te praten en hoort van hem dat hij een zoon heeft. Dit is nieuw voor hem en kijkt ervan op dat hij een neef heeft. Tevens hoort hij van Frank dat zijn neef in een gevangenis zit buiten New York, en dat hij beweert getuige is geweest van een moord op een medegevangene door gevangenisbewakers. Robert belooft hem de zaak te zullen onderzoeken. Ondanks de tegenwerking van zijn baas Ross gaat hij toch door met zijn onderzoek. Hij vervalst zijn persoonsgegevens en vingerafdrukken zodat hij niet geïdentificeerd kan worden als politieagent. Terwijl hij zijn partner Eames op de hoogte houdt laat hij zich arresteren om zo in de gevangenis te kunnen komen voor zijn onderzoek, daar komt hij er al snel achter dat in deze gevangenis andere wetten gelden. |            |                                                                                       |                    |                                               | |                  |  |
| 143 | 10         | Senseless                                                                             | Jean de Segonzac   | Warren Leight Siobhan Byrne O'Connor          | Jesse Garcia - Felix Aguilar Daphne Rubin-Vega - Carmen Mendoza Reza Salazar - Hector Mendoza Christian Navarro - Paco Mendoza Ben Vereen - Jeremiah Morris Monique Lea-Gall - Naomi Johnson Peterson Townsend - Ty Johnson            | 13 december 2007 |  |
| Twee jongens en hun vriendin Naomi worden neergeschoten in het park, de jongens zijn op slag dood en het meisje overleeft het en wordt zwaargewond naar het ziekenhuis gebracht. Logan en Falacci ontdekken dat de manier waarop de jongens zijn doodgeschoten op een executie lijkt en zij vermoeden dat er een bende hierachter zit. De slachtoffers waren schoolkinderen die niets met bendes te maken hadden en gewoon op de verkeerde plaats waren. Logan is geschokt door deze moorden en belooft zichzelf om de dader(s) op te sporen. Hun onderzoek wil maar niet vlotten totdat Naomi bij kennis komt in het ziekenhuis, zij is in staat om een beschrijving te geven van de drie daders. De rechercheurs pakken twee broers, Hector en Paco, op die erbij betrokken waren. Paco is de jongste van de twee en is een goede leerling op school, hij wordt als eerste ondervraagd. De naam Felix komt ter sprake en Paco bekent dan ineens doodsbang dat hij de moorden heeft gepleegd. De rechercheurs denken dat hij een valse verklaring heeft afgelegd, uit angst voor Felix, en besluiten om met Hector te praten. Hector verklaart dat Felix erbij was en Naomi heeft neergeschoten, tevens verklaart hij dat Paco onder bedreiging van Felix de twee jongens heeft doodgeschoten. Na een achtervolging zijn de rechercheurs in staat om Felix te arresteren en hij geeft uiteindelijk toe dat hij de hoofddader is van de moorden. Uiteindelijk wordt Felix drie moorden ten laste gelegd, omdat Naomi in het ziekenhuis overlijdt aan haar verwondingen.                         |            |                                                                                       |                    |                                               | |                  |  |
| 144 | 11         | Purgatory                                                                             | Jesús S. Treviño   | Warren Leight Siobhan Byrne O'Connor          | Caris Vujcec - rechercheur Louise Campesi Lauren Vélez - politieagente Lois Melago Dean Winters - Mike Stoat Danny Mastrogiorgio - John Testarossa Holt McCallany - Patrick Copa                                                       | 8 juni 2008      |  |
| Nadat Goren geschorst is, vanwege zijn daden in de laatste zaak, wordt hem gevraagd undercoverwerk te doen. Hij gaat hiermee akkoord en hoopt hiermee uiteindelijk terug te kunnen naar zijn oude baan. Ondertussen onderzoekt Eames een driedubbele moord, wat een connectie blijkt te hebben met de zaak van haar partner Goren. Als Eames uiteindelijk ontdekt dat Goren undercover werk doet, en haar hiervan niet op de hoogte heeft gesteld, wordt zij enorm boos op hem en dit leidt tot een mogelijke breuk tussen hen. |            |                                                                                       |                    |                                               | |                  |  |
| 145 | 12         | Contract                                                                              | Jonathan Herron    | Warren Leight Peter Blauner                   | Jeff Garlin - Barry Freeburg Federico Castelluccio - Frank Chess Emily Kinney - Jeannie Richmond Timothy Adams - Spencer London Jeff Biehl - dr. Benway Tibor Feldman - dr. Jacoby                                                     | 15 juni 2008     |  |
| Door een autobom komt een columnist van een roddelblad om het leven en Logan en Wheeler, die weer terug is, gaan op onderzoek uit. Het blijkt dat de columnist een nieuwslezer chanteerde die hiervan aangifte had gedaan. Op verzoek van de politie droeg hij een microfoon toen hij in de auto zat bij de columnist tijdens de ontploffing, en de nieuwslezer overleefde de aanslag ternauwernood. Hun verdere onderzoek wijst uit dat de columnist meerdere slachtoffer had onder bekende mensen en dat maakt de lijst van verdachten vrij lang. Dit deed hij om zo genoeg geld te sparen voor een nieuw restaurant en voor onderhoud van zijn jongere zus. De lijst van verdachten bevat ook een maffiabaas die nog veel geld tegoed had van het slachtoffer voor gokken, een dokter die verschillende bekende atleten heeft geopereerd en een filmmaker met zijn vrouw. Naar lang de rechercheurs de zaak verder onderzoeken ontdekken zij een geheim leven van seks en bedrog dat het motief kan zijn voor de moord. |            |                                                                                       |                    |                                               | |                  |  |
| 146 | 13         | Betrayed                                                                              | Michael Smith      | Warren Leight Charlie Rubin                   | Brenda Strong - Kathy Jarrow Eric Roberts - Roy Hubert Kate Miller - Trina Melda Adrian Martinez - Amado Kim Allen - Avery Hubert Chuck Schumer - zichzelf                                                                             | 22 juni 2008     |  |
| Wanneer de twee geliefden Woody Sage en Alvery Hubert, allebei met een tweemaal oudere partner getrouwd, samen weglopen en mysterieus verdwijnen gaan Goren en Eames op onderzoek uit. Ross brengt de zaak in gevaar omdat hij een persoonlijke relatie heeft zijn oude vlam Kathy Jarrow, die nu getrouwd is met Woody en hoofdverdachte is in de verdwijning van de twee. De rechercheurs denken eerst dat de twee slachtoffers zijn van een uit de hand gelopen carjacking, maar ontdekken al snel dat dit een dekmantel was om tijd te winnen voor hun verdwijning. Woody en Alvery waren op weg naar haar ouders van wanneer die aangeven dat de twee daar nooit zijn aangekomen, gaan de rechercheurs ervan uit dat dat er iets is gebeurd. Als eerste verdenken zij de gewelddadige echtgenoot van Alvery van moord op het tweetal, maar al snel moeten zij hem laten gaan omdat hij een alibi kan overleggen. Dan onderzoeken zij Kathy en zij blijkt niet zo onschuldig te zijn als eerst werd gedacht. |            |                                                                                       |                    |                                               | |                  |  |
| 147 | 14         | Assassin                                                                              | Norberto Barba     | Warren Leight Julie Martin                    | Indira Varma - Bela Khan Stephen Schnetzer - Ajay Khan Waleed Zuaiter - Rani Khan Adya Bedi - Jasmina Khan Madhur Jaffrey - mrs. Khan Olivia Birkelund - Blair Khan Rob David - Nik Loren                                              | 29 juni 2008     |  |
| Wanneer Bella Kahn, een politieke activiste uit Sri Lanka, aankomt in New York wordt er een moordaanslag op haar gepleegd waarbij haar assistente en de schutter omkomen. Logan en Wheeler gaan op onderzoek uit en ontdekken dan dat de assistente doodgeschoten werd door de schutter toen zij zich voor Bella wierp, hierna werd de schutter doodgeschoten door de lijfwacht van Bella. Als eerste onderzoeken de rechercheurs de lijfwacht, maar Bella en haar familie vertrouwen hem volledig en weigeren te geloven dat hij iets met de aanslag te maken heeft. Dan besluiten de rechercheurs Bella bescherming te geven bij haar publieke optredens. Ondertussen heeft de FBI een ontdekking gedaan, een huurmoordenaar is in Amerika gearriveerd om een aanslag te plegen. Met politiebescherming maakt Bella haar volgende publieke optreden, de rechercheurs zijn geschokt als blijkt dat tijdens het optreden de lijfwacht wordt doodgeschoten door de huurmoordenaar. Dit gebeurt tijdens een gevangen transport, ver weg van het optreden. Als later de broer van Bella wordt doodgeschoten tijdens een optreden besluiten de rechercheurs dieper in de familie van Bella te graven. Dit onderzoek levert een onverwachte wending op en blijkt Bella heel ver te gaan voor haar idealen. |            |                                                                                       |                    |                                               | |                  |  |
| 148 | 15         | Please Note We Are No Longer Accepting Letters of Recommendation from Henry Kissinger | Kevin Bray         | Warren Leight Marygrace O'Shea                | Jessica Walter - Eleanor Reynolds Sarah Jane Morris - Marla Reynolds Andrew William Smith - Brian Reynolds Isabel Keating - Janine Kelly Deadmon - Kelly Lowe Jason Pendergraft - Skip Lowe Neal Bledsoe - Kevyn                       | 6 juli 2008      |  |
| Skip Lowe wordt doodgeschoten tijdens een wandeling door het park met zijn driejarige zoon. Goren en Eames gaan op onderzoek uit, en niet lang erna wordt ook Paloma Renzi onder dezelfde omstandigheden doodgeschoten. De rechercheurs vinden een connectie tussen de twee slachtoffers. Wanneer blijkt dat er een derde slachtoffer is die de aanslag overleefd heeft, vinden zij geen verband tussen dit slachtoffer en Skip en Paloma. Dan valt hun oog op een kinderdagverblijf, waar de kinderen van alle slachtoffers verbleven. Het zeer luxe en gewild kinderdagverblijf heeft een zeer lange wachtlijst, wat een mogelijk motief geeft voor de moorden. |            |                                                                                       |                    |                                               | |                  |  |
| 149 | 16         | Reunion                                                                               | Jean de Segonzac   | Warren Leight Jacquelyn Reingold              | Michael Massee - Jordie Black Dana Wheeler-Nicholson - Tara Black Noel Fisher - Milo Rhodes Joan Jett - Sylvia Rhodes David Patrick Kelly - Bo Levy Kathy Brier - Chia Bisman                                                          | 13 juli 2008     |  |
| Wanneer praatprogrammagastvrouw Silvia Rhodes, van een rock-'n-rollshow, doodgeslagen wordt in haar huis met een champagnefles gaan Logan en Wheeler op onderzoek uit. De moord kan een connectie hebben met haar voormalige affectie naar de beroemde muzikant Jordie Black, waar Wheeler ook fan van was in haar schooltijd. De moord van Silvia zet Jordie en zijn vrouw bovenaan de verdachtenlijst. Ook de relatie tussen Jordie en de zoon Milo van Silvia, die net lid was geworden van de band van Jordie, heeft de interesse van de rechercheurs. |            |                                                                                       |                    |                                               | |                  |  |
| 150 | 17         | Vanishing Act                                                                         | Peter Werner       | Warren Leight Jerome Hairston                 | Traci Godfrey - rechercheur Agnes Farley Tony Campisi - forensisch onderzoeker James Frain - Dean Holiday Will Janowitz - Jacob Green Kristen Connolly - Miranda / Teresa Christopher Lloyd - Carmine                                  | 20 juli 2008     |  |
| Wanneer een beroemde illusionist verdwijnt tijdens een act, en kilometers verder bij een act van een ander illusionist dood verschijnt, gaan Goren en Eames op onderzoek uit. Het onderzoek brengt hen in de geheime wereld van goochelen en magie, als zij de finale act willen ontrafelen om zo de moordenaar te vinden. |            |                                                                                       |                    |                                               | |                  |  |
| 151 | 18         | Ten Count                                                                             | Alex Chapple       | Warren Leight Julie Martin                    | Miguel Ferrer - Gus Kovak Enver Gjokaj - Peter Gardela Karolina Wydra - Christina James Colby - uitsmijter Lisa Emery - moeder van Callie Tony Roberts - Ziggy Gold                                                                    | 27 juli 2008     |  |
| Wanneer een man wordt doodgeschoten voor een nachtclub gaan Logan en Wheeler op onderzoek uit. Het slachtoffer is een broer van een persoon waarvan Logan een tijdje mentor is geweest, dus deze zaak raakt Logan persoonlijk. Het blijkt dat het slachtoffer, net na het winnen van een amateurbokswedstrijd, een ruzie wilde sussen in de nachtclub. De rechercheurs duiken in de wereld van het amateurboksen en komen er al snel achter dat het een gevaarlijke wereld is. Tevens ontdekken zij dat de ruzie die het slachtoffer wilde sussen een opgezet plan was. Tijdens hun verder onderzoek worden geheimen en verraad blootgelegd wat de zaak meer complex maakt. |            |                                                                                       |                    |                                               | |                  |  |
| 152 | 19         | Legacy                                                                                | Betty Kaplan       | Warren Leight Alan Kingsberg                  | John Shea - mr. Walker Anthony Carrigan - H. Jack Walker III Joanna Adler - Anna Nobile Sarah Steele - Tessa Nobile Peter Francis James - mr. Richmond Sonequa Martin-Green - Kiana Richmond Matt Salinger - Bill Phillips             | 3 augustus 2008  |  |
| Wanneer student Paul Phillips dood wordt gevonden, door ophanging in de ketelruimte van een eliteschool, gaan Goren en Eames op onderzoek uit. Als eerste ondervragen zij Anna Nobile die Paul heeft gevonden. Zij komen erachter dat zij een dochter heeft, Tessa, die ook op de school zit. Eerst wordt er gedacht aan zelfmoord, maar Goren ontdekt dat dit niet het geval is. Er zit verse modder aan de schoenen van Paul en Eames ontdekt dat de knoop van het touw niet door hemzelf geknoopt kan zijn. Tevens wordt de schooltas en mobiele telefoon van Paul vermist. Het volgende stap in het onderzoek is het ontmoeten van de ouders van Paul, zijn vader is een persoon die bekendstaat om zijn hardheid. Volgens de moeder keek Paul uit naar het schoolbal, maar zij weet niet hoe dat afgelopen was omdat zij bij een regatta waren, en de vader is niet echt openhartig maar zelfs vijandig tegen de rechercheurs. Dan horen zij van dr. Rodgers dat Paul niet gestorven is door ophanging maar dat zijn schedel ingeslagen is. Ze laat blauwe plekken zien op het lichaam die al een paar dagen oud zijn, wat aangeeft dat hij al een tijdje mishandeld werd. Dan spreken zij met Jack Walker, een vriend van Paul, die de rechercheurs een groteske cartoon laat zien die Paul had getekend. Op het politiebureau laat een computerexpert een video zien aan de rechercheurs waarin een meidengroep Paul aanvalt, hem neerslaat en hard schopt en stompt. Maar de rechercheurs kunnen de zaak niet oplossen voordat zij waterdicht bewijs hebben om een dader te arresteren. |            |                                                                                       |                    |                                               | |                  |  |
| 153 | 20         | Neighborhood Watch                                                                    | Kevin Bray         | Warren Leight Eric Overmyer                   | Skipp Sudduth - Clete Dixon David Call - Ricky Moss Scott Sowers - Whelan Dreama Walker - Brenda Lally Geneva Carr - Faith Yancy Jonathan Cake - Colin Ledger Leslie Hope - Terri Driver                                               | 10 augustus 2008 |  |
| Wanneer het onthoofd lichaam van een man wordt gevonden in een rivier gaan Logan en Wheeler op onderzoek uit. Het slachtoffer was een pas vrijgelaten gevangene, die vijf jaar gevangen heeft gezeten voor verkrachting van een minderjarige. Op het moment dat hij weer bij zijn moeder ging wonen kwam de buurt in opstand tegen zijn aanwezigheid. De rechercheurs gaan het slachtoffer van de verkrachting en zijn moeder ondervragen, en komen tot ontdekking dat de seks toen met wederzijdse toestemming plaatsvond. De ouders van het meisje hadden toen aangifte gedaan van de verkrachting. Terri Driver, de assistente-officier van justitie destijds, heeft hem toen aangeklaagd en naam gemaakt bij het OM. Het verdere onderzoek legt een aantal misstanden bloot bij het OM, hierdoor maakt Logan nieuwe vijanden. |            |                                                                                       |                    |                                               | |                  |  |
| 154 | 21         | Last Rites                                                                            | Tom DiCillo        | Warren Leight Peter Blauner                   | Denis O'Hare - pastoor Shea James Murtaugh - Alan Bottner Kate Blumberg - Mary Ann Chris McKinney - Randy Nichols Guy Boyd - rechercheur Kene Holliday - rechercheur cold case Jonathan Cake - Colin Ledger Leslie Hope - Terri Driver | 17 augustus 2008 |  |
| Wanneer Logan, op verzoek van een priester, een zestienjarig oude moordzaak heropent brengt hij de carrière van zichzelf en van Wheeler in gevaar. Bij deze zaak is ook assistent-officier van justitie Terri Driver betrokken, die er alles voor over heeft om deze zaak gesloten te houden. Logan raakt als snel in conflict met Terri, die in de running is voor de functie van procureur-generaal, als hij ontdekt dat zij zestien jaar geleden mogelijk de verkeerde persoon heeft veroordeeld voor persoonlijk gewin. Ondertussen heeft Wheeler haar eigen problemen als haar verloofde aangeklaagd wordt met federale aanklachten. |            |                                                                                       |                    |                                               | |                  |  |
| 155 | 22         | Frame                                                                                 | Norberto Barba     | Warren Leight                                 | Olivia d'Abo - Nicole Wallace Daniel Oreskes - rechercheur Fontanella Molly Gottlieb - Gwen Chapel Michal Sinnott - Julie Brian Letscher - broer van Julie John Glover - dr. Declan Gage Ilana Levine - Evelyn Carlson                 | 24 augustus 2008 |  |
| Goren bezoekt het graf van zijn moeder en vindt dan een oude foto van hem en zijn broer Frank. De volgende dag wordt Frank dood gevonden door wat op het eerste gezicht lijkt op een overdosis, maar dit wordt al snel een moord. Later wordt de oude mentor van Goren, Dr. Declan Gage, ook vermoord gevonden. Goren beseft al snel dat zijn oude vijand Nicole Wallace hierachter moet zitten. Als dan de mensen in zijn directe omgeving ook in gevaar komen, zet Goren samen met Eames alles op alles om de moeilijkste zaak tot nu toe in zijn carrière tot een goed einde te brengen. |            |                                                                                       |                    |                                               | |                  |  |